# Hypobathrum brevipes
Hypobathrum brevipes là một loài thực vật có hoa trong họ Thiến thảo. Loài này được Koord. & Valeton mô tả khoa học đầu tiên năm 1902.